# Hemimorina
Hemimorina là một chi bướm đêm thuộc họ Geometridae.